# Triple (novela)
Triple es una novela de espionaje del autor británico Ken Follett. Fue publicada en 1979, estando ambientada en la guerra fría y basada en hechos reales, concretamente en la Operación Plumbat, llevada a cabo en 1968 por el Mosad.

## Argumento
El título hace referencia a la coincidencia en la trama de los servicios secretos de Israel, Egipto y la Unión Soviética.
Cuando los servicios secretos judíos descubren que los egipcios están construyendo un reactor nuclear y que éstos podrían poseer el uranio necesario para fabricar bombas nucleares, concluyen que la única manera de no ser derrotados definitivamente en la permanente lucha con los árabes es hacerse ellos también con la bomba. 
Las restricciones en materia de combustibles nucleares hace que no tengan a su alcance el uranio. Por ello, se idea un plan para hacerse con una gran cantidad de esa materia prima y que serviría para fabricar alrededor de treinta bombas nucleares.
Nat Dickstein, agente israelí que sufrió los mayores dolores durante la Segunda Guerra Mundial será el encargado de diseñar y ejecutar un minucioso plan. Casualidades de la vida hacen que viejos amigos de la Universidad de Oxford que ahora se encuentran en cada uno de los otros vértices del triángulo van a tratar de que fracase el plan.
Sus únicos aliados son un mafioso americano que le debe la vida y un empresario naviero, por el interés económico. A ellos quizá se una la mujer de la que se ha enamorado. Solamente quizá, porque es difícil saber de que parte está su amada.
El plan consistirá en abordar un navío cargado con óxido de uranio en el Mar Mediterráneo, intercambiar los documentos con otro barco gemelo y finalmente hundir este segundo barco. Así, el carguero rebautizado podría cambiar de destino y el original se habrá perdido para siempre.